# 21999 Disora
21999 Disora (1999 XS38) là một tiểu hành tinh vành đai chính được phát hiện ngày 7 tháng 12 năm 1999 bởi F. Mallia ở Campo Catino.